# Kloster Agia Paraskevi (Vikos)
Das Kloster Agia Paraskevi (griechisch Μονή Αγίας Παρασκευής του Βίκου) liegt direkt oberhalb der Vikos-Schlucht im Nordwesten Griechenlands. Es ist das älteste Kloster in der Region Zagori in Epirus und gilt wegen seiner Lage als eines der schönsten in Griechenland.

## Geschichte
Das Kloster wurde 1412/1413 unter der Herrschaft des Despoten Carlo I. Tocco erbaut und von Michail Therianos (Μιχαήλ Θεριανός), einem vermögenden Woiwoden, finanziert. Es ist überliefert, dass er das Kloster aus Dankbarkeit für die Heilung seiner Tochter stiftete, die unter einer teilweisen Erblindung litt. Sie soll dort mit Nonnen gewohnt und ihr Leben der Heiligen Paraskevi (griechisch: Agia Paraskevi) gewidmet haben. Dieser Heiligen wird nach griechisch-orthodoxem Glauben die Heilung von Augenkrankheiten zugeschrieben, weshalb sie als Schutzherrin des Klosters ausgewählt wurde.
Der Überlieferung nach lebten seit dem 13. Jahrhundert in den Höhlen nordwestlich des Klosters Asketen, die sich am Klosterbau beteiligten. Das Kloster selbst diente im Laufe der Geschichte der Bevölkerung der Umgebung häufig als Zuflucht und sicherer Ort, den sie bei Gefahren aufsuchte.
Als es betrieben wurde, war das Kloster Agia Paraskevi ein Frauenkloster, dem von Zeit zu Zeit ein männlicher Abt vorstand, bis Mitte 1947 der letzte Abt, Dimitrios Moussakopoulos, starb. Danach wurde das Kloster nicht mehr bewohnt. Die Nonnen lebten vor 1947 von den Spenden der Gläubigen und den geringen Einkünften des Klosters, die hauptsächlich aus der kleinen landwirtschaftlichen Produktion und den wenigen Ziegen und Schafen sowie den Bienenstöcken stammten. 1964 wurde das Kloster Agia Paraskevi durch einen Regierungserlass als historisches Denkmal (διατηρητέο ιστορικό μνημείο) eingestuft.
Im Kloster wird der 26. Juli gefeiert, der Namenstag seiner Schutzpatronin Agia Paraskevi.

## Bauwerk

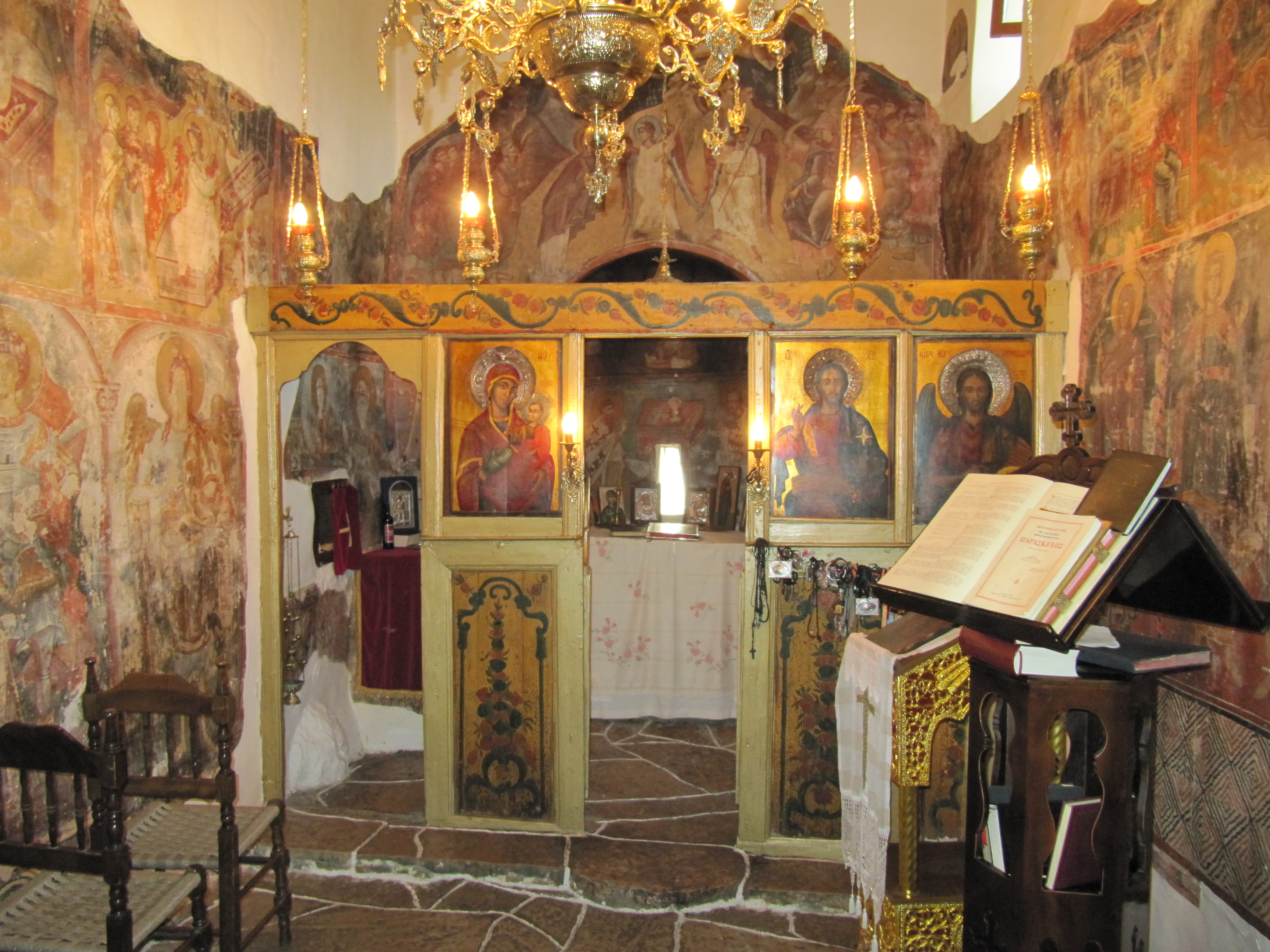
Katholikon von innen

Die steinerne Klosteranlage wird als Klosterfestung bezeichnet, da es ein Eingangstor mit Kammer gibt. Das Katholikon, die Nebengebäude und die ausgebauten Zellen bilden zusammen eine kunstvolle Steinkonstruktion im Baustil der Region Zagori, die bis heute gut erhalten ist. Vervollständigt wird die Anlage durch einen Brunnen und die „Lonza“ (λόντζα), eine separate Baracke mit einem Balkon, die direkt über der Schlucht als Versteck gebaut wurde. Die Nonnen nutzten diesen Raum bei Gefahr. Er konnte durch eine Falltür, die in die Schlucht führte, auch als Notausgang bei Feuer dienen.
Das Katholikon ist eine einschiffige Basilika mit einem Holzdach und kleinen Fenstern, die Oberlicht in den Raum lassen. An den Wänden befinden sich Fresken, außerdem gibt es, wie in orthodoxen Kirchen üblich, Opferlichtständer und Ikonen. Die an der West-, Nord- und Ostwand angebrachten Fresken stammen aus dem 15. Jahrhundert. Sie sind von besonderer Bedeutung, da aus dieser Zeit nur wenige Fresken in Epirus erhalten sind. Die auf den Fresken der Nordwand abgebildeten Personen sind der Klosterstifter Τherianos, seine Frau und Kinder in zeitgenössischer Kleidung, die ihren hohen gesellschaftlichen Status dokumentiert. Die Fresken der Südwand stammen aus dem Jahr 1689 (nach einer Quelle auch 1869). Sie bilden Heilige mit gut zu erkennenden Gesichtern und Szenen aus den zwölf Jahreszeiten ab. An der Vorderseite der Kirche ist die Heilige Paraskevi in einer Nische dargestellt. Ihre Ikone in der Kirche zählt zur nordgriechischen Kunst und stammt aus dem 17. Jahrhundert. Am Vorhof des Katholikons werden in einem kleinen Geschäft mit einer Hagiografie-Ausstellung handgemalte Ikonen, Votivtafeln und Souvenirs zum Kauf angeboten. Gläubige bringen diese metallenen Votivtafeln (τάμα, Tama) an der Ikone der Agia Paraskevi an, um sich ihren Beistand zu sichern oder sich für geleistete Hilfe zu bedanken. Die Ikonen werden von Mitgliedern der Künstlergruppe Skytali (Σκυτάλη) gemalt, die sich aus Kunststudierenden der Stadt Ioannina zusammensetzt.
Vom Kloster aus führen zwei in den Fels gehauene, schmale Wege zu Höhlen, die vor Hunderten von Jahren von Asketen zur Einkehr und zum Schutz aufgesucht wurden. Im Griechischen werden diese Orte Askitario (Ασκηταριό) genannt. Die schmalen Pfade führen direkt oberhalb der Vikos-Schlucht entlang, die mit 1000 Meter Tiefe als die tiefste Schlucht der Welt ins Guinnessbuch der Weltrekorde eingetragen wurde, obwohl der Grand Canyon tiefer ist. Wahrscheinlich bezieht sich der Rekord auf die Enge der Schlucht und die Tiefe ihrer Klamm. Wegen dieser Lage und der geringen Absicherung werden sie als die gefährlichsten Pfade Griechenlands bezeichnet. Sie sind so schmal, dass jeweils nur eine Person auf ihnen entlanggehen kann.

## Lage und Zufahrt
Das Kloster befindet sich am Westhang der Vikos-Schlucht und ist über einen etwa 700 Meter langen, kopfsteingepflasterten Fußweg von dem Dorf Monodendri zu erreichen, das 39 km von der Stadt Ioannina entfernt ist und 1060 Meter über dem Meeresspiegel liegt. Durch seine Lage ist das Kloster auch Teil der UNESCO-Weltkulturerbestätte Zagori-Kulturlandschaft.

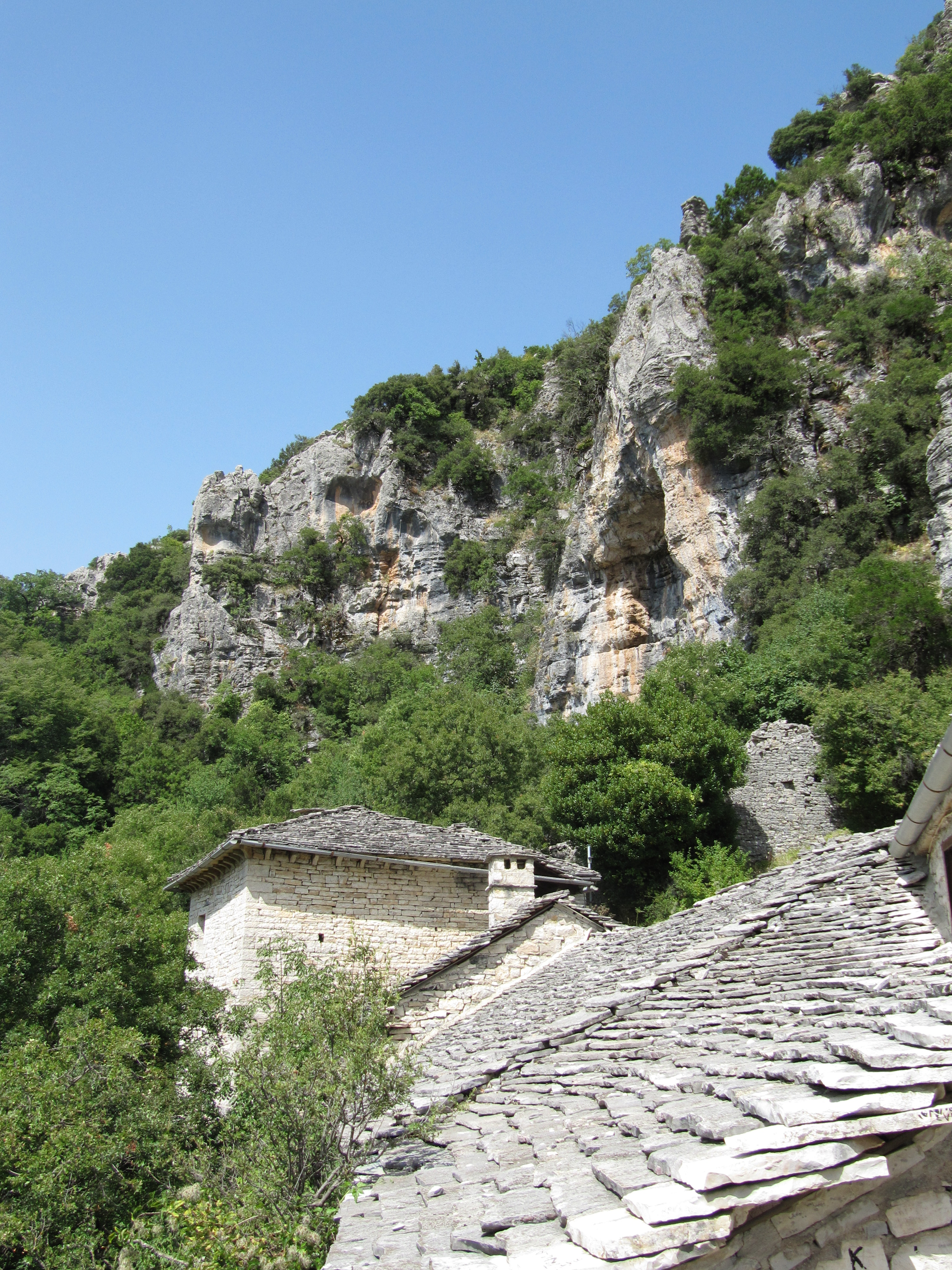
Kloster Agia Paraskevi
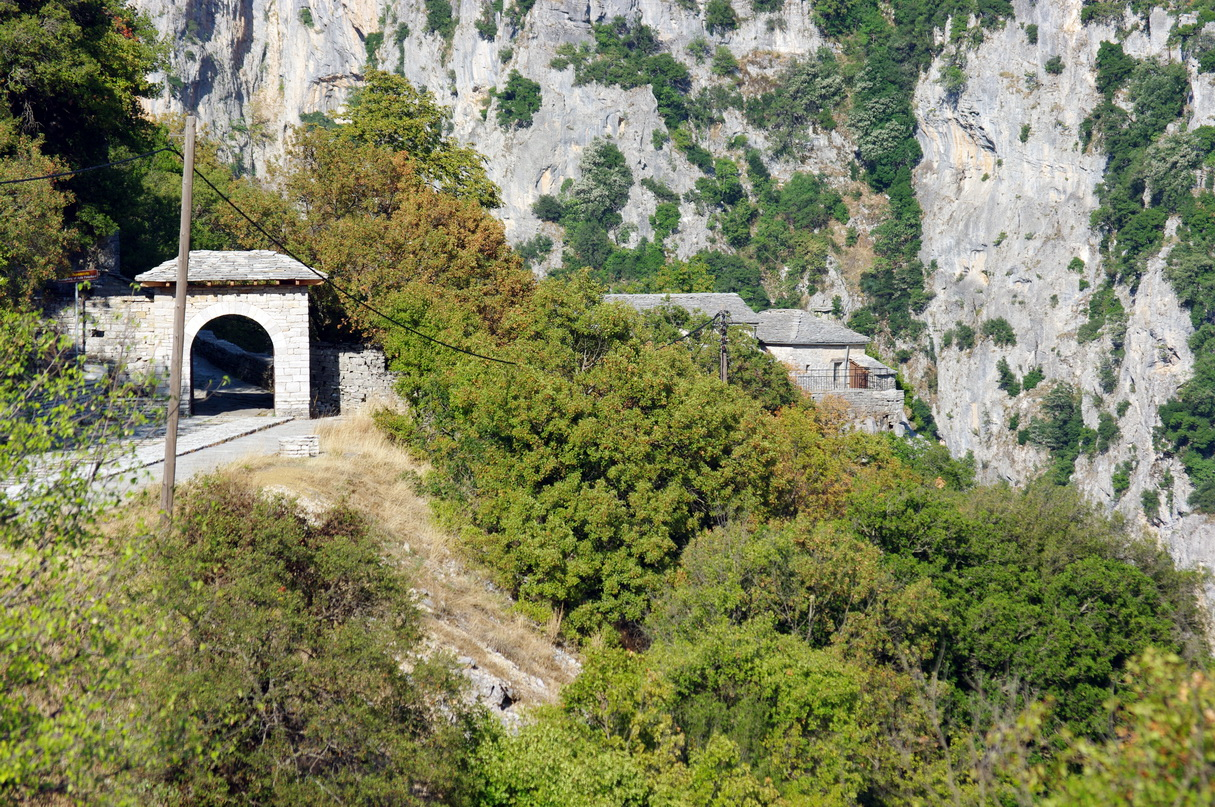
Blick auf das Kloster vom Zugangsweg
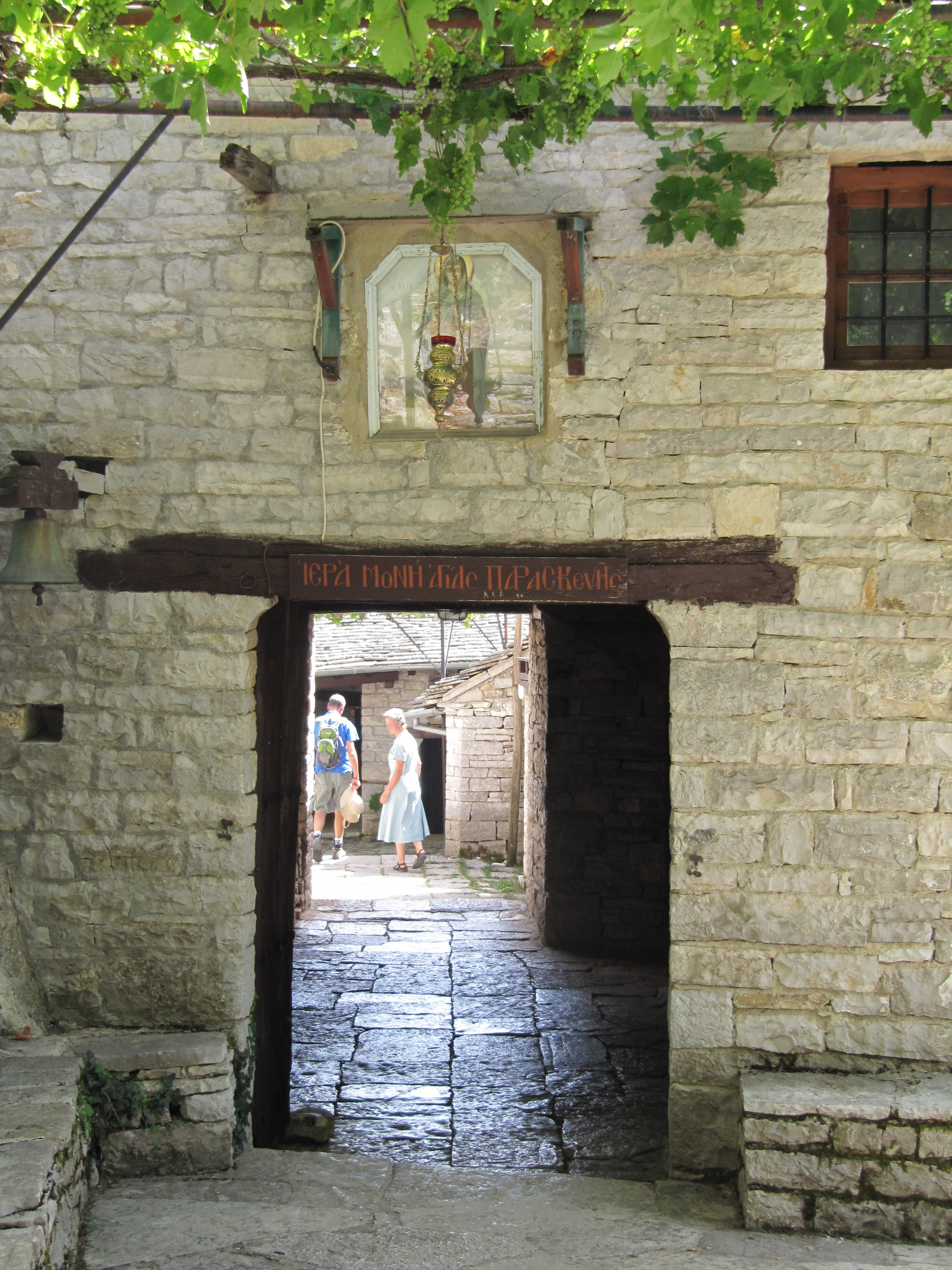
Klostereingang
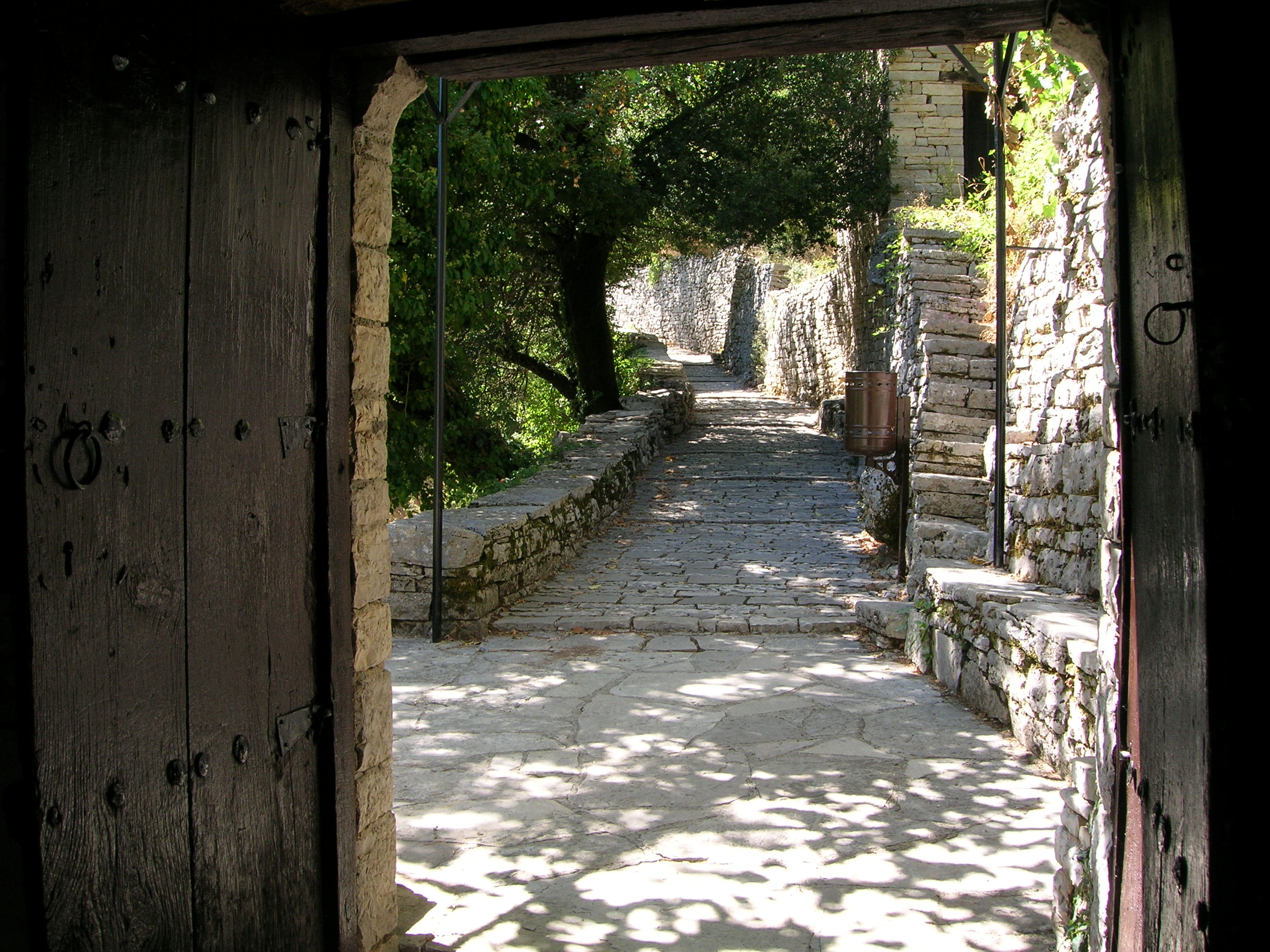
Gang im Kloster Agia Paraskevi
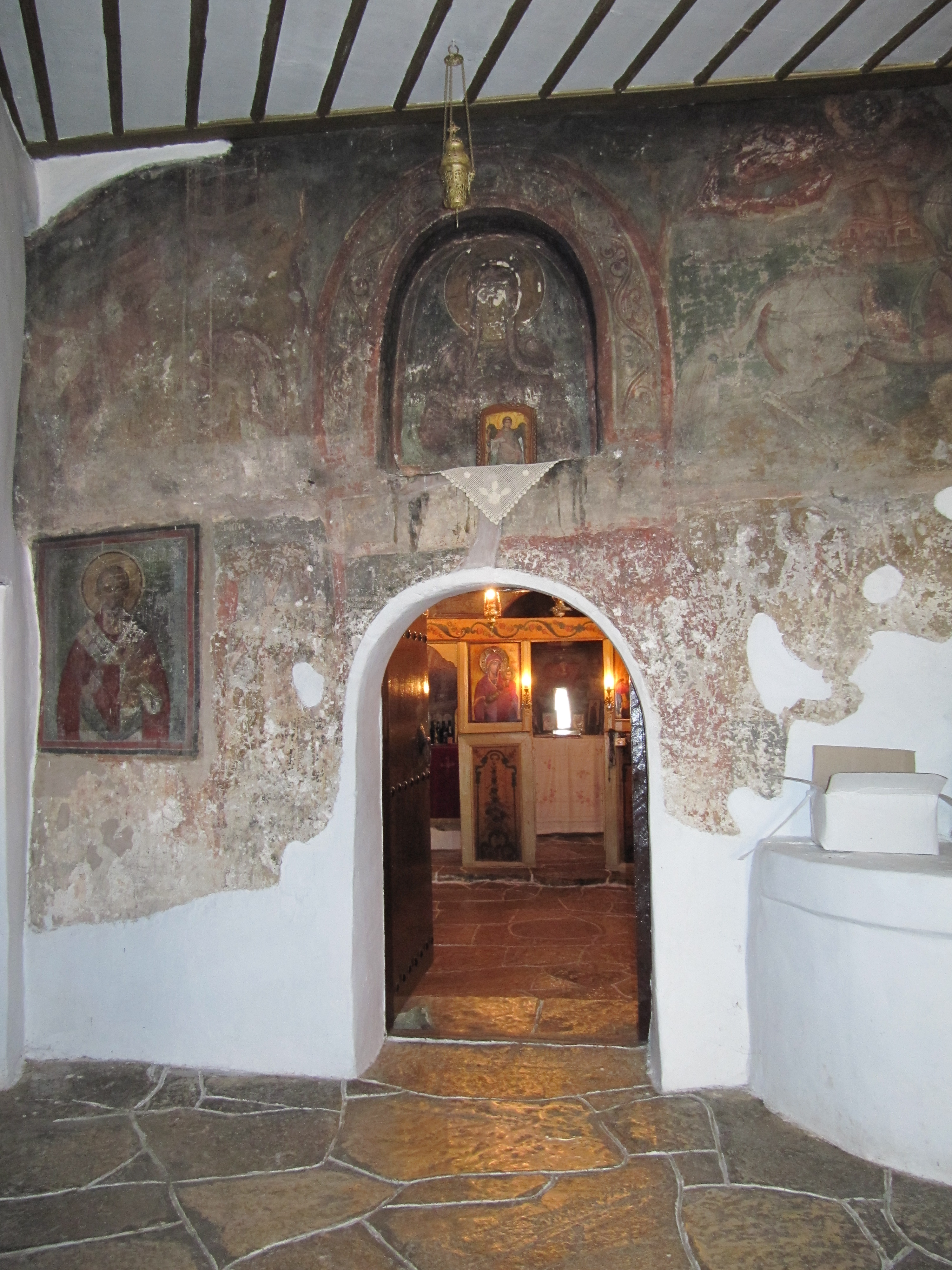
Eingang zum Katholikon
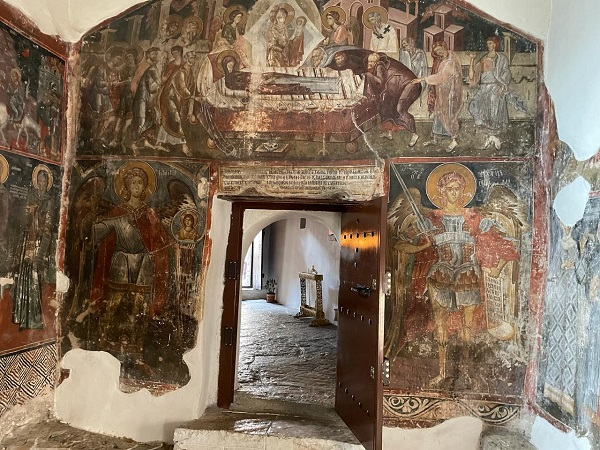
Fresken im Katholikon über dem Eingang
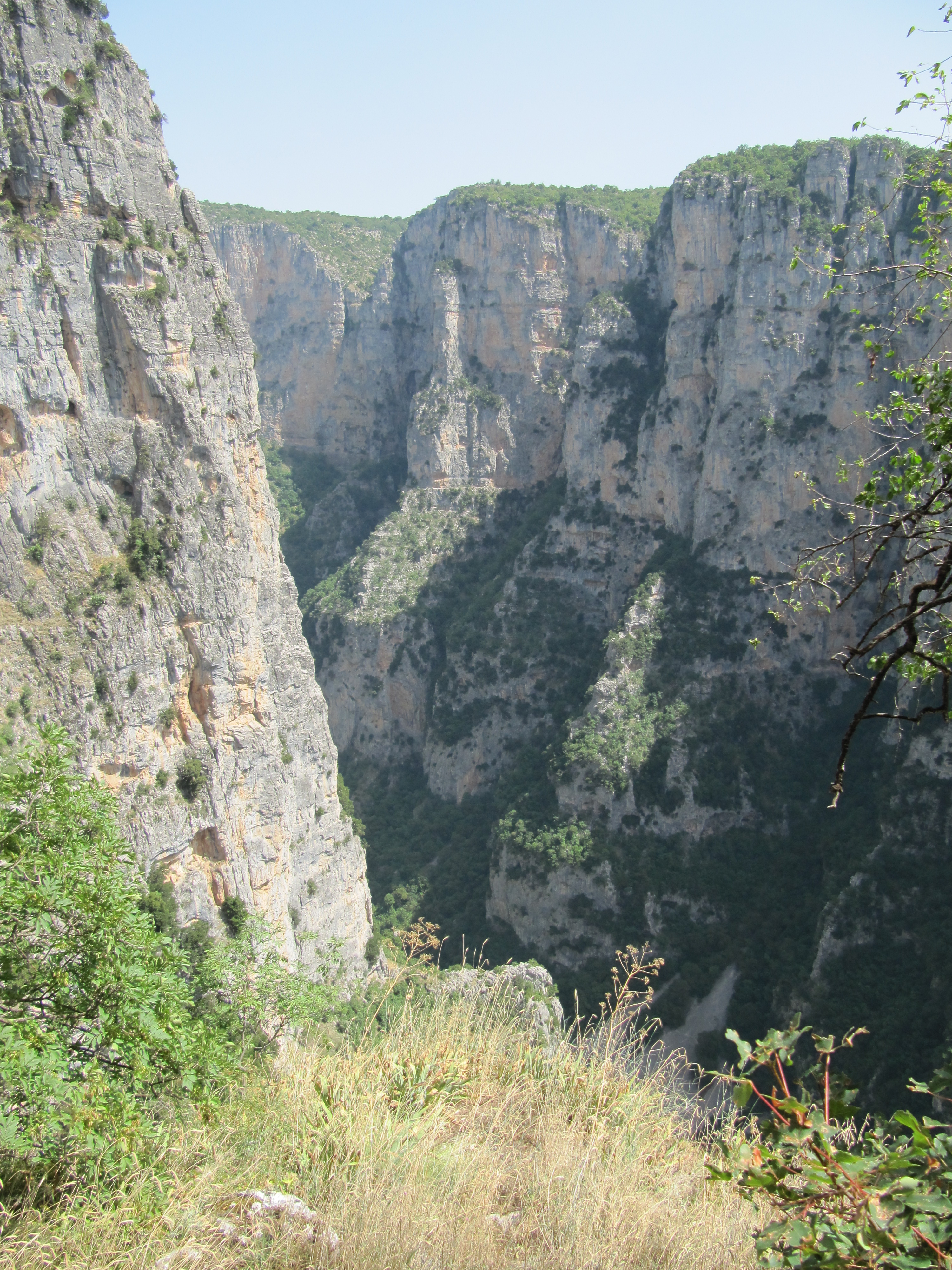
Blick auf die Vikos-Schlucht